# Syntax (Schriftart)

Specimen der Syntax

Die Syntax ist eine Schriftart. Es handelt sich um eine serifenlose Linear-Antiqua, die 1968 bis 1972 von Hans Eduard Meier entworfen wurde, an der er aber bereits seit den 1950er Jahren gearbeitet hatte. 
Syntax wurde erstmals 1972 bei der D. Stempel AG veröffentlicht. Sie gehört bis heute zu den am häufigsten verwendeten Grotesk-Schriften. 

## Merkmale

Schriftbeispiel für Syntax, Syntax Black und Syntax Ultra Black

Triebfeder zur Entwicklung der Syntax war für Hans Eduard Meier die Erkenntnis, dass die zur Verfügung stehenden Groteskschriften in formaler Hinsicht nicht genügten. Als Kalligraf, der gewohnt war, federgerechte Buchstaben zu schreiben, lehnte er die starren Formen der in den 1950er und 1960er Jahren in den Druckereien zur Verfügung stehenden Groteskschriften (Akzidenz-Grotesk, Haas-Grotesk bzw. Helvetica, Mono-Grotesk) ab. Meier griff bei der Syntax auf das Formenprinzip der Renaissance-Antiqua zurück, was die Strichführung und die Proportion von Versalhöhe zu x-Höhe, Ober- und Unterlänge betrifft. Entstanden ist daraus eine charakterstarke Schrift, die eine Nuance nach rechts geneigt ist und deren runde und diagonale Striche optisch mit rechtwinkligen Abschlüssen enden.
Ab 1995 überarbeitete Meier zusammen mit Linotype die Syntax-Schriftfamilie. Zum einen verfeinerte er die ursprüngliche Syntax (nun: Linotype Syntax) und erweiterte diese um zusätzliche Schnitte. Zum anderen fügte er der serifenlosen Syntax-Familie drei weitere Familien hinzu: Linotype Syntax Serif (eine Version der Syntax-Schriften, aber mit Serifen), Linotype Syntax Letter (eine handschriftartige Serifenvariante) und Linotype Syntax Lapidar (Anspielung an gemeißelte antike Schriften, zur Syntax passend). Insgesamt umfassen die genannten Schriftfamilien mehr als 100 Schriftschnitte, davon mehrere als sogenannte Alternate-Fonts (Kapitälchen, Mediävalziffern).